# Titularbistum Tempe
Tempe ist ein Titularbistum der römisch-katholischen Kirche. Es geht zurück auf einen untergegangenen Bischofssitz in der antiken Stadt Tempe in Thessalien im heutigen Griechenland.
| Titularbischöfe von Tempe |                                                                  | |                    |               |
| Nr.                       | Name                                                             | Amt | von                | bis           |
| 1                         | Ludovico Savageri CRS                                            | Altbischof von Alatri (Kirchenstaat)                                                                               | 15. Juni 1744      | 1747          |
| 2                         | Laurentius Odorisi                                               | Weihbischof in Sabina-Farfa (Kirchenstaat)                                                                         | 18. Dezember 1747  |               |
| 3                         | Franz Josef von Gondola OSB                                      | 1761 – 15. Januar 1752 Weihbischof in Paderborn, 1761 – 5. März 1774 Apostolischer Vikar des Nordens (Deutschland) | 15. Januar 1752    | 5. März 1774  |
| 4                         | Franz Karl Joseph Fürst von Hohenlohe-Waldenburg-Schillingsfürst | Weihbischof in Augsburg (Reichsstadt Augsburg/Königreich Bayern)                                                   | 9. August 1802     | 6. April 1818 |
| 5                         | Jacques de la Brue de Saint-Bauzile                              | | 24. September 1821 | 27. März 1832 |
| 6                         | Giuseppe Masi                                                    | | 28. März 1878      | 1903          |